# Титано-магнієва промисловість
Титано-магнієва промисловість — галузь кольорової металургії, підприємства якої добувають і збагачують титано-магнієву сировину та виробляють титан і магній.
На початку ХХІ ст.. розробка титанових родовищ велася у 12 країнах — Канаді, Китаї, Норвегії, Австралії, ПАР, США, Індії та інш.
З титановмісних руд виробляють титанову сировину — концентрати, титанові шлаки, синтетичний рутил.
У світі станом на 2010 р. виробляється 4 млн тонн діоксиду титану високої якості і 1,3 млн тонн низької якості. Основні світові виробники ільменітових концентратів: Канада, Австралія, ПАР (86 % світового виробництва), Китай, Малайзія, Норвегія, Україна та інш., рутилових концентратів — Австралія (62 % світового), ПАР (33 % світового), Сьєрра-Ліоне, Індія та інш. Близько 90-95 % титанових концентратів використовується при виробництві пігментного діоксиду титану, який продукують 25 країн світу. Найбільші його виробники — США, Німеччина, Японія, Велика Британія, Франція, Австралія. Виробництво губчастого титану здійснюють США, Японія, Казахстан, Україна та інші.
У світовому споживанні діоксиду титану частка США і країн Західної Європи складає по 33 %, Азії — близько 25 %. Оглядачі стверджують, що країни, в яких споживання діоксиду титану найменше в світі (Аргентина, Малайзія, Польща, Пакистан, Росія та ін.), незабаром розширять внутрішні ринки. Передбачуване зростання — від 4 до 9 % щорічно.
У 2015 р. світове виробництво і споживання високоякісного діоксиду титану оцінюється на рівні 5,1-5,2 млн тонн.